# IC 2742
IC 2742 је спирална галаксија у сазвјежђу Лав која се налази на листи објеката дубоког неба у Индекс каталогу.
Деклинација објекта је + 10° 26' 47" а ректасцензија 11h 21m 18,6s. Привидна величина (магнитуда) објекта IC 2742 износи 16,2 а фотографска магнитуда 17,0.